# Nasciturus
Nasciturus je dosud nenarozené dítě (zpravidla od početí do porodu), které je způsobilé nabývat, za podmínky, že se narodí živé, subjektivní práva.  
V Deklaraci práv dítěte, která byla podepsána roku 1924 Společností národů, je poprvé řečeno, že dítě má právo na ochranu již před narozením. V roce 1945 byla Společnost národů nahrazena Organizací spojených národů, která 20. listopadu 1959 vyhlásila Chartu práv dítěte, jež se stala předchůdcem Úmluvy o právech dítěte, přijaté 20. listopadu 1989 Valným shromážděním OSN. V České republice začala platit k 1. lednu 1993. Tato úmluva stanovuje občanská, politická, ekonomická, sociální a kulturní práva dítěte a její dodržování kontroluje Výbor pro práva dítěte OSN. Úmluva definuje dítě jako lidskou bytost mladší 18 let.
Podle českého práva je nenarozené dítě hodno ochrany, konkrétně jde o čl. 6 odst. 1 Listiny základních práv a svobod, podle nějž má každý právo na život a lidský život je hoden ochrany již před narozením. To znamená, že se blíží povaze ústavně garantované hodnoty (ústavodárce se zavázal ho chránit právě tím, že ho označil za hodnotu). Na úrovni trestní je plod chráněn podle skutkových podstat několika trestných činů proti těhotenství ženy (§ 159–163 TrZ), trestného činu nedovolené nakládání s lidským embryem a lidským genomem (§ 167 TrZ) a také jako speciální případ trestného činu ublížení na zdraví spočívající ve vyvolání potratu nebo usmrcení plodu [§ 122 odst. 2 písm. g) TrZ].
Plod je dále chráněn soukromým právem. § 25 občanského zákoníku stanoví: „Na počaté dítě se hledí jako na již narozené, pokud to vyhovuje jeho zájmům. Má se za to, že se dítě narodilo živé. Nenarodí-li se však živé, hledí se na ně, jako by nikdy nebylo.“ Ohled na zájmy dítěte odpovídá dávné zásadě nasciturus iam pro nato habetur quotiens de commodo eius agitur (ten, kdo se má narodit, pokládá se již za narozeného, kdykoli se jedná o jeho prospěch). V případě pochybností se pak stanoví vyvratitelná právní domněnka, že se narodilo živé. Význam nascitura je především v dědickém právu, neboť zemře-li zůstavitel před narozením svého dítěte, může se stát toto dítě jeho dědicem. Zemře-li dítě až po porodu, stává se samo zůstavitelem a jeho dědický podíl připadne jeho vlastním dědicům, kdežto narodí-li se mrtvé, má se za to, že se nikdy dědicem nestalo a na jeho místo nastupují ostatní dědicové.